# Apamea griveaudi
Apamea griveaudi är en fjärilsart som beskrevs av Pierre E.L. Viette 1967. Apamea griveaudi ingår i släktet Apamea och familjen nattflyn. Inga underarter finns listade i Catalogue of Life.